# Loris Tjeknavorian

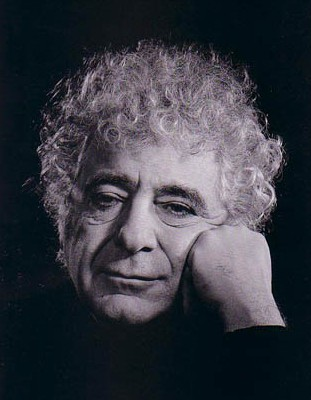
Loris Tjeknavorian

Loris Tjeknavorian (armenisch Լորիս Հայկազի Ճգնավորյան, Transkription Loris Hajkasi Tschgnaworjan; persisch لوریس چکناواریان; international gebräuchliche Schreibweise Tjeknavorian; geboren am 13. Oktober 1937 in Borudscherd, Iran) ist ein iranisch-armenischer Dirigent und Komponist.

## Leben
Loris Tjeknavorian wuchs als Sohn armenischer Immigranten im Iran auf. Seine Eltern waren dorthin vor dem Völkermord an den Armeniern geflohen. Ab dem Alter von 8 Jahren erlernte er das Geigenspiel, mit 10 begann er zu komponieren. Seine frühe musikalische Ausbildung bekam er ab 1950 am Konservatorium Teheran. Mit 17 Jahren wurde er an der Universität für Musik und darstellende Kunst Wien aufgenommen und studierte dort u. a. Komposition von 1954 bis 1961. Danach ging er zurück in den Iran und unterrichtete bis 1963 Musiktheorie am Konservatorium Teheran. Am Mozarteum Salzburg nahm er von 1963 bis 1964 Kompositionsunterricht bei Carl Orff. Mit dessen Förderung konnte Tjeknavorian seinen Opernentwurf über die persische Sage Rostam und Sohrab vollenden und eine Reihe von frühen Klavierstücken (Bilder aus Armenien) veröffentlichen. 1965 schloss er seine Studien an der University of Michigan ab.
Er wurde Composer in Residence am Concordia College (1966/67) in Moorhead (Minnesota) und anschließend Leiter der Musikabteilung an der dortigen Moorhead State University (1967–1970). Es folgten ab 1970 erneut Jahre im Iran, wo er bis 1973 im Ministerium für Kultur wirkte und bis 1975 Chefdirigent am Opernhaus Teheran war. In dieser Zeit beschäftigte er sich außerdem mit der persischen sowie armenischen Musiktradition, u. a. mit den Gesängen der armenischen Kirchenmusik (sharakan).
Nach einem Gastdirigat 1974 beim Hallé-Orchester in Manchester übersiedelte Tjeknavorian im Folgejahr nach Großbritannien. Er wirkte dort von 1975 bis 1985, neben dem Komponieren arbeitete er vor allem als Dirigent. Er dirigierte gastweise das Philharmonia Orchestra London und das London Symphony Orchestra, das London Philharmonic Orchestra, das Royal Philharmonic Orchestra, Royal Liverpool Philharmonic Orchestra, das Dänische Radio-Sinfonieorchester in Kopenhagen, das American Symphony Orchestra in New York, das Philharmonische Orchester Helsinki, das Yomiuri-Nippon-Sinfonieorchester in Tokyo, das English Chamber Orchestra und weitere Orchester in Israel und der Sowjetunion. In dieser Zeit gründete er außerdem das Institut für Armenische Musik in London, das er bis 1980 leitete, und war Gründungsberater für das Armenische Studienprogramm an der University of Southern California Los Angeles (1980). In den Jahren 1986 bis 1988 lebte Tjeknavorian in New York, wo er 1987 die US-amerikanische Staatsbürgerschaft erhielt.
1989 wurde Tjeknavorian Chefdirigent des Armenian National Philharmonic Orchestra in Jerewan, mit dem er im selben Jahr noch eine US-Tournee unternahm und u. a. in der Carnegie Hall gastierte. Er leitete das Orchester bis 1998 und, nach einer Unterbrechung, erneut von 1999 bis 2000. Er baute den internationalen Ruf des Orchesters durch mehrere Konzertreisen nach Deutschland, Österreich, in die Schweiz, nach Frankreich, Großbritannien, Kanada, Portugal, in den Libanon und den Iran aus.
Ab 2000 wandte sich Tjeknavorian wieder verstärkt dem Komponieren zu. Er selbst dirigierte 2002 die konzertante Aufführung seiner Oper Rostam und Sohrab in der  Milad Hall Teheran vor 2400 Zuschauern, es war die erste öffentliche Opern-Aufführung seit der islamischen Revolution 1979. In den Jahren nach 2000 war er als Dirigent weiter international unterwegs, gastierte bei den Wiener Symphonikern, an der San Francisco Opera sowie bei Festivals in Hongkong und Bangkok. 2013 leitete er die Uraufführung seiner sinfonischen Suite King Cyrus mit dem San Francisco Philharmonic Orchestra.

## Schaffen
Tjeknavorian komponierte rund 80 Werke. Er schrieb 6 Opern, 5 Sinfonien, Chor-, Kammer-, Ballett-, Vokal- und Klaviermusik, Konzerte für Klavier, Violine, Gitarre, Violoncello und Pipa, außerdem Musik für Dokumentar- und Spielfilme. Zu den wichtigsten Chorwerken zählten The Life of Christ (1976), Book of Revelation (1985) und God is Love (1985). Seine Kompositionen sind häufig Widmungswerke, verarbeiten  historische oder aktuelle Ereignisse. So bezieht sich das Requiem for the Massacred (1973) auf den Völkermord an den Armeniern 1915. Für die Opfer des Erdbebens in Nordarmenien 1988 komponierte er The Prayer for the Repose of Souls. Der Erinnerung an den iranischen Ringer Gholamreza Takhti widmete er 2015 seine sinfonische Suite Takhti. 2020 schrieb er ein Requiem for UIA Flight 752 im Gedenken an die Opfer, die beim Abschuss eines ukrainischen Linienflugzeugs durch die iranische Flugabwehr ums Leben gekommen waren.
Als Dirigent spielte Tjeknavorian rund 100 Aufnahmen ein, u. a. bei RCA, Philips, EMI und ASV Records. Sein Dirigierrepertoire reicht von Beethoven bis Tschaikowski, Sibelius, Strawinsky, Chatschaturjan und Schostakowitsch.

## Familie
Sein Sohn Emmanuel Tjeknavorian wurde Violinist und Dirigent.

## Auszeichnungen (Auswahl)
- 2008: Goldenes Verdienstzeichen der Republik Österreich[10]
- 2014: Ehrung für das künstlerische Lebenswerk[11]
- 2015: Ferdowsi-Medaille[12]
- 2020: Books for Peace Awards[13]